# Dysmathosoma picipes
Dysmathosoma picipes is een keversoort uit de familie boktorren (Cerambycidae). De wetenschappelijke naam van de soort werd in 1882, tegelijk met die van het geslacht, gepubliceerd door Charles Owen Waterhouse.